# Agrahar, Devadurga
Agrahar là một làng thuộc tehsil Devadurga, huyện Raichur, bang Karnataka, Ấn Độ.